# Iglesia de Nuestra Señora de la Purificación (Almendralejo)

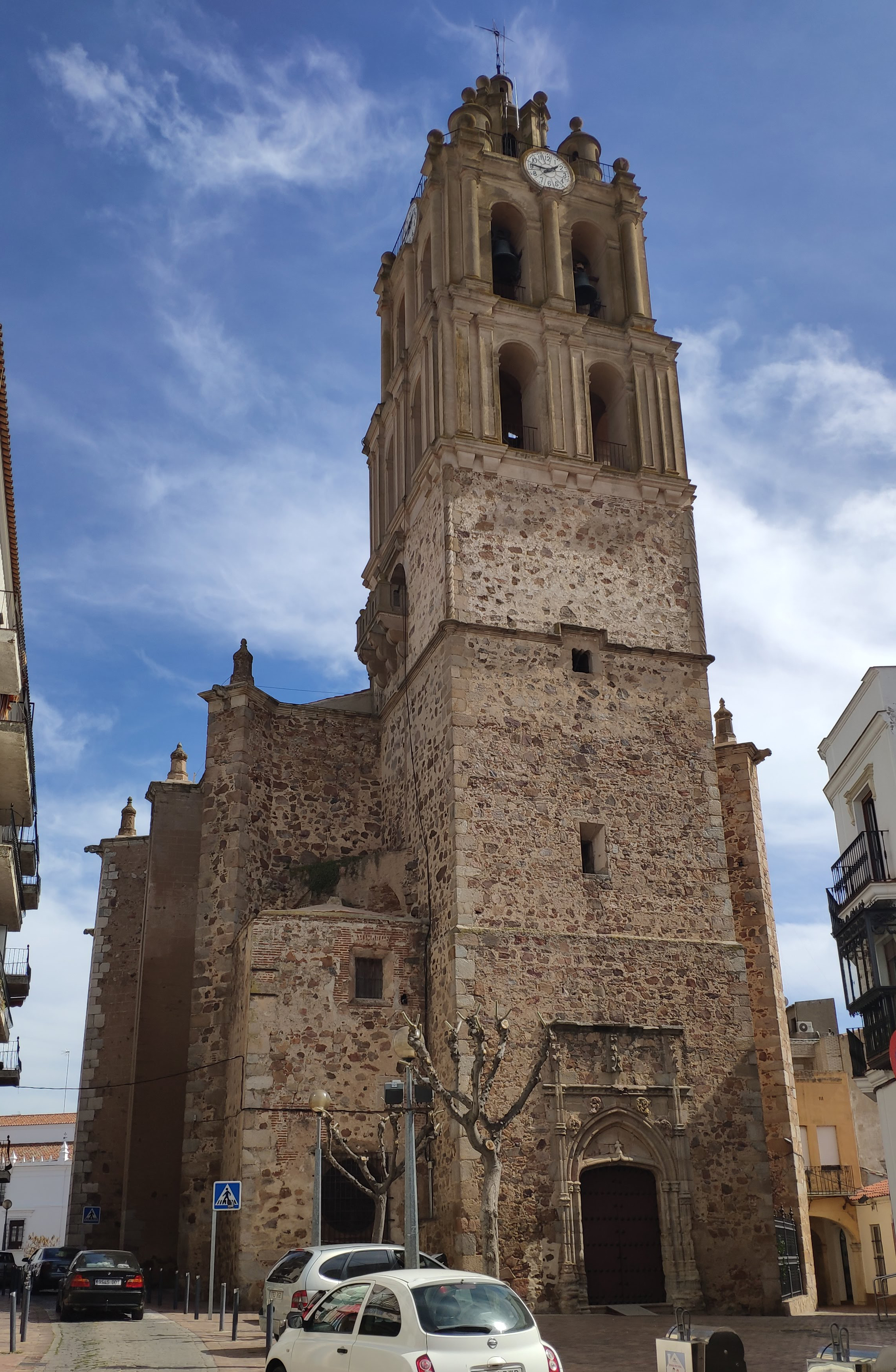
Portada de la Iglesia de Nuestra Sra. de la Purificación.

La iglesia Parroquial de Nuestra Señora de la Purificación situada en la ciudad de Almendralejo (Provincia de Badajoz, España) se comenzó a levantar sobre otra anterior en 1494 y su construcción dura hasta el 1515, aunque debió sufrir varias reformas desde entonces hasta el año 1539, que queda como es ahora. 

## Descripción
De estilo gótico, con una bella torre de estilo herreriano y detalles barrocos, platerescos e isabelinos y preciosas portadas gótico renacentistas de profusa ornamentación epigráfica y plateresca en la que abundan los motivos de interés, como el tallador de laúd que corona una de ellas. Afiligranados estribos enriquecen el ábside. 

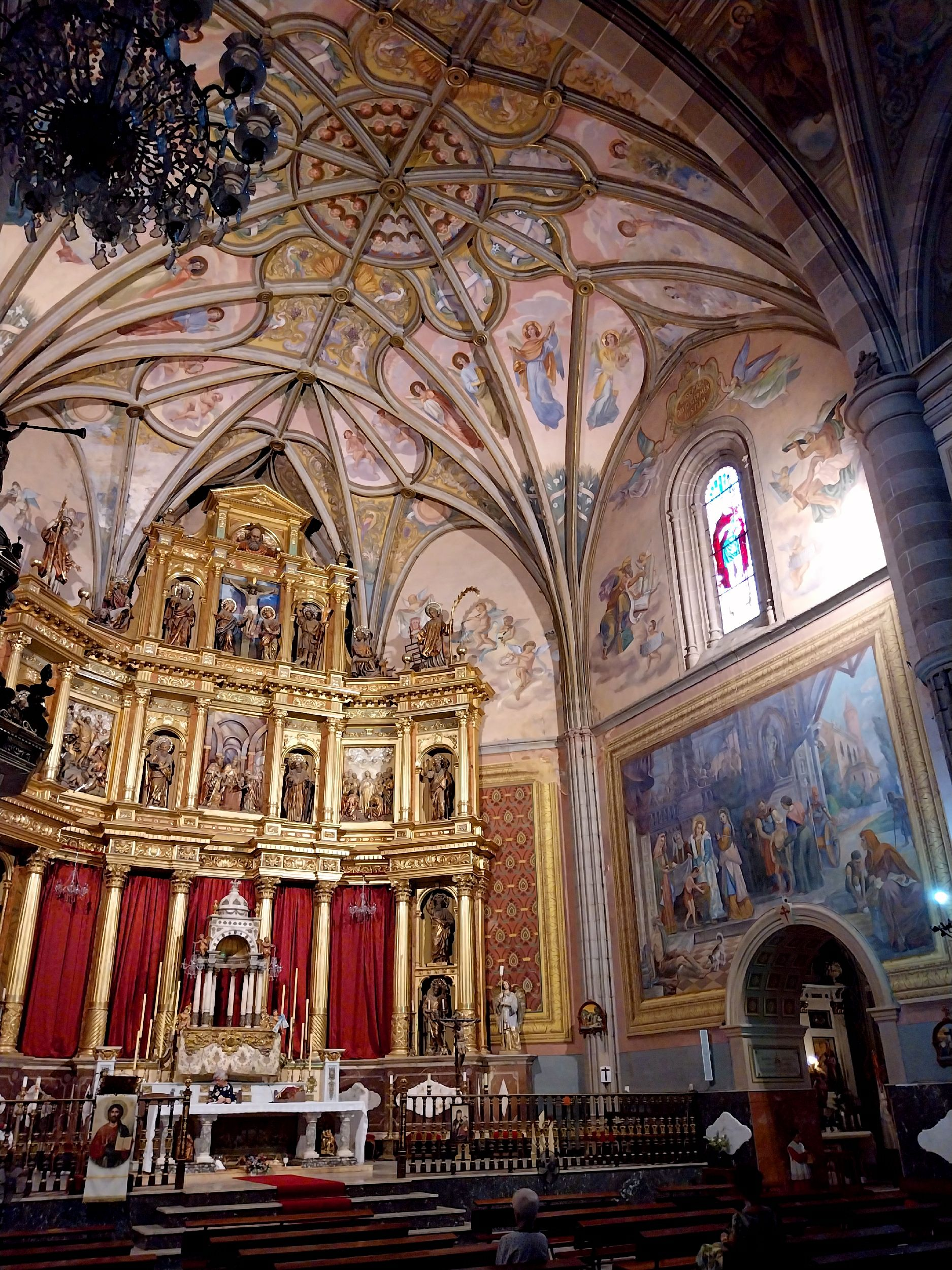
Interior la Iglesia de Nuestra Sra. de la Purificación.

Las puertas se denominan: Puerta de los Romeros, Puerta del Hospital y Puerta del Perdón, quedando el ábside sin puerta y situándose en la parte exterior de él un Cristo Crucificado, obra también de Juan de Ávalos, y bajo el que se encuentra una leyenda en memoria de Todos los que perdieron su vida en las guerras de España, (en sustitución de la antigua placa que sólo hacía referencia a los fallecidos franquistas) como mensaje de recuerdo a los caídos y concordia entre los vivos. En uno de los contrafuertes del ábside también se ubica un escudo imperial con las armas de Carlos V y una inscripción que lo data en 1539.
El interior es de nave única amplia, de planta de salón. Bóveda de crucería. Tiene un impresionante retablo mayor, que es réplica moderna del original del siglo XVII, obra de Salvador Muñoz y Francisco Morato, y que fue incendiado en 1936 por las tropas franquistas al intentar eliminar la resistencia de algunos milicianos republicanos que se hicieron fuertes sobre el techo y en la torre, que fue también cañoneada por el mismo motivo, resistiendo en pie milagrosamente. Tras este incendio se encargaron unas impresionantes pinturas murales que fueron ejecutadas en 1948 por los italianos Octavio Bernardi y Giovanni Gritti (contando con la colaboración de Emilio Nembrini), que recibieron el título de hijos adoptivos de la localidad por sus méritos en la realización de ellas.